# في الغرب (فلم 1918)

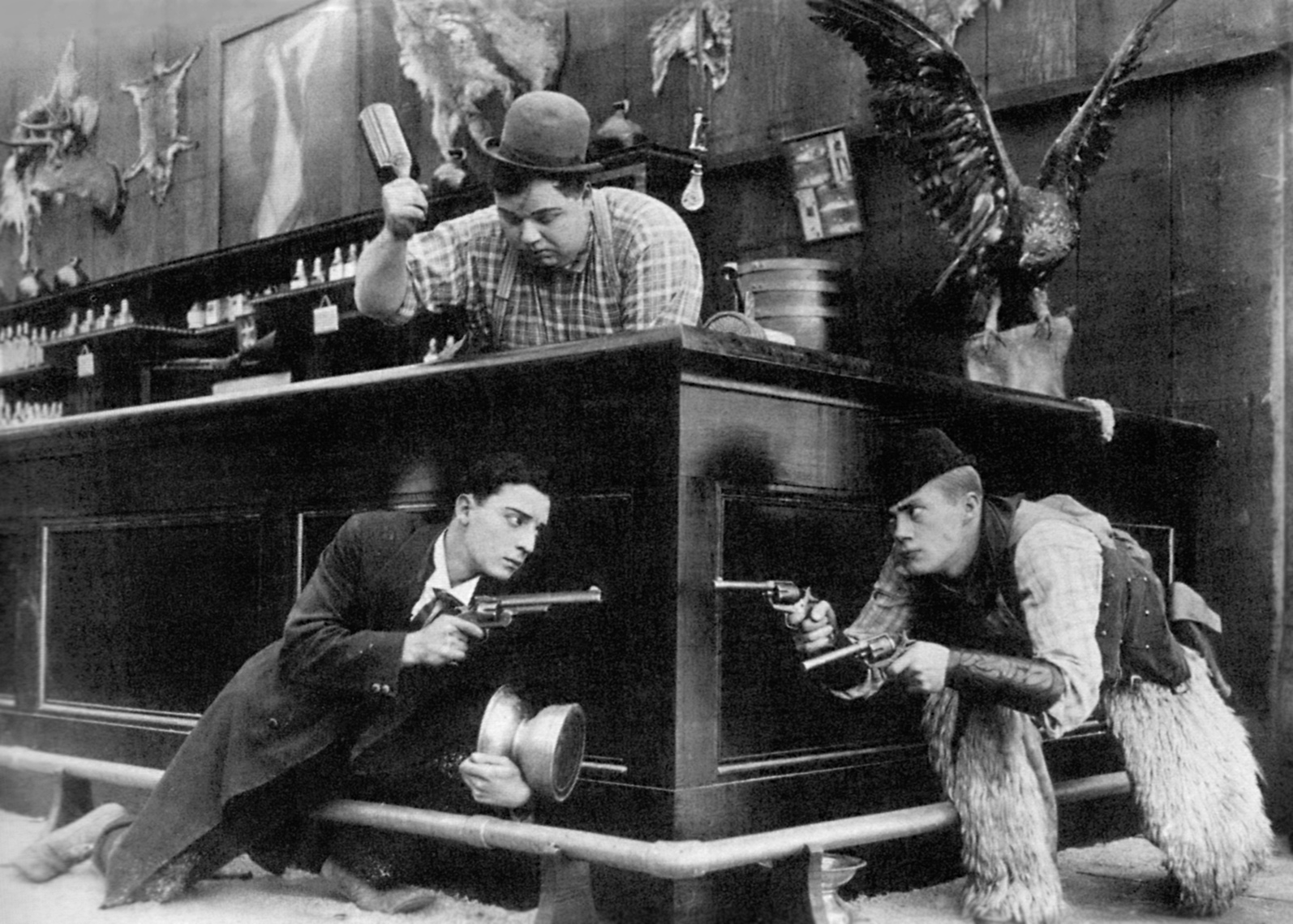
روسكو"فاتي" آرباكل (فوق) وآل سانت جون (يمين) وباستر كيتون (يسار) في في الغرب

في الغرب (بالإنجليزية:Out West) هو فيلم أمريكي كوميدي صامت قصير أُنتج سنة 1918، يسخر من الغرب المعاصر، بطولة روسكو "فاتي" آرباكل وباستر كيتون وآل سانت جون، فكرة الفيلم جائت من ناتالي تالمادج التي أصبحت فيما بعد أول زوجة لباستر كيتون.

## طاقم التمثيل
- روسكو "فاتي" آرباكل
- باستر كيتون
- آل سانت جون
- أليس ليك
- جو كيتون
- إرني موريسون سينيور

## وصلات خارجية
- في الغرب على موقع IMDb (الإنجليزية)
- في الغرب على موقع روتن توميتوز (الإنجليزية)
- في الغرب على موقع أول موفي (الإنجليزية)
- في الغرب على موقع قاعدة بيانات الفيلم (الإنجليزية)
- في الغرب على موقع ليتربوكسد (الإنجليزية)
- في الغرب على موقع كينوبويسك (الروسية)